# Pseudopallene brevicollis
Pseudopallene brevicollis is een zeespin uit de familie Callipallenidae. De soort behoort tot het geslacht Pseudopallene. Pseudopallene brevicollis werd in 1891 voor het eerst wetenschappelijk beschreven door Sars. 